# Eve Aronoff
Eve Aronoff (7 de octubre de 1963) es una deportista estadounidense que compitió en judo.
Ganó una medalla de bronce en el Campeonato Mundial de Judo de 1982, y una medalla de oro en el Campeonato Panamericano de Judo de 1985. En los Juegos Panamericanos de 1987 consiguió una medalla de plata.

## Palmarés internacional
| Campeonato Mundial      | Campeonato Mundial            | Campeonato Mundial | Campeonato Mundial |
| Año                     | Lugar                         | Medalla            | Categoría          |
| ----------------------- | ----------------------------- | ------------------ | ------------------ |
| 1982                    | París (Francia)               | Medalla de bronce  | –56 kg             |
| Juegos Panamericanos    |                               |                    |                    |
| Año                     | Lugar                         | Medalla            | Categoría          |
| 1987                    | Indianápolis (Estados Unidos) | Medalla de plata   | –56 kg             |
| Campeonato Panamericano |                               |                    |                    |
| Año                     | Lugar                         | Medalla            | Categoría          |
| 1985                    | La Habana (Cuba)              | Medalla de oro     | –56 kg             |